# Nicole Brändli
Nicole Brändli-Sedoun (ur. 18 czerwca 1979 w Horgen) – szwajcarska kolarka szosowa, trzykrotna medalistka mistrzostw świata.

## Kariera
Pierwszy sukces w karierze Nicole Brändli osiągnęła w 1997 roku, kiedy zdobyła srebrny medal w wyścigu ze startu wspólnego podczas mistrzostw świata juniorów. W latach 1999–2001 zdobyła łącznie cztery medale na mistrzostwach Europy do lat 23, w tym złoty w indywidualnej jeździe na czas w 2001 roku. W tym też roku zdobyła srebrny medal w indywidualnej jeździe na czas na mistrzostwach świata w Lizbonie. W zawodach tych wyprzedziła ją jedynie Francuzka Jeannie Longo, a trzecie miejsce zajęła Hiszpanka Teodora Ruano. Wynik ten Brändli powtórzyła na rozgrywanych rok później mistrzostwach świata w Zolder, tym razem przegrywając jedynie z Rosjanką Zulfiją Zabirową. Na tych samych mistrzostwach drugie miejsce zajęła również w wyścigu ze startu wspólnego, ulegając jedynie Szwedce Susanne Ljungskog. Ponadto Brändli wygrała między innymi Giro della Toscana Femminile w 2001 roku oraz Giro d'Italia Femminile w latach 2001, 2003 i 2005. Trzykrotnie startowała na igrzyskach olimpijskich, najlepszy wynik osiągając na igrzyskach w Sydney w 2000 roku, gdzie była szesnasta w wyścigu ze startu wspólnego. Kilkakrotnie zdobywała medale mistrzostw kraju, w tym cztery złote.